# اسماعیل ریاحی (نظامی)
(با اسماعیل ریاحی کارگردان یا سرتیپ محمدتقی ریاحی اشتباه نشود)
سپهبد اسماعیل ریاحی چالشتری در یکی از سرشناس‌ترین خانواده‌های چالشتر چشم به جهان گشود. برادر بزرگ ولی سرهنگ دکتر محمد ریاحی رئیس دانشگاه اصفهان بود که همهٔ زمینهای شخصی خود را وقف گسترش این دانشگاه کرد. برادر دیگر وی ابراهیم ریاحی ، وزیر بهداری در کابینه علی امینی و کابینه  سوم اعلم  بود. اسماعیل مراتب نظامی را دانه به دانه پیمود و در سال ۱۳۳۸ به سپهبدی در ارتش و سپس معاونت ستاد مشترک ارتش رسید، طبق یک سند او قبل از رسیدن به وزارت کشاورزی در سال ۱۳۴۲ در گفت و گوهای محرمانه با مقام‌های آمریکایی می‌خواسته شاه را سرنگون کند،

## دوران وزارت
در دوران وزارت او اصلاحات ارضی که از قبل از او شروع شده بود ادامه یافت، وی پس از کنار گذاشتن دکتر حسن ارسنجانی که نقش بارزی در اصلاحات ارضی داشت به وزارت کشاورزی رسید؛ در دورهٔ او انقلاب سفید که یکی از مبانی آن اصلاحات ارضی بود انجام گرفت
با رفتن او از وزارت کشاورزی این وزارتخانه هم دگرگون شد و به وزارت کشاورزی، تولیدات کشاورزی و منابع طبیعی تبدیل شد (در کابینه دوم هویدا) و یک سری تغییرات در اختیارات ای وزارتخانه ایجاد شد.

## پس از وزارت
از سال ۱۳۵۰ تا ۱۳۵۷ او رئیس اداره شیلات جنوب بود